# Uralski Okręg Wojskowy
Uralski Okręg Wojskowy (ros. Уральский военный округ, УрВО) – ogólnowojskowy, operacyjno-terytorialny związek radzieckich sił zbrojnych.

## Formowanie i zmiany organizacyjne
Utworzony rozkazem LKO ZSRR nr 079 z 17 maja 1935 poprzez podział Nadwołżańskiego Okręgu Wojskowego na dwa okręgi — Nadwołżański i Uralski. Sztab znajdował się w Swierdłowsku.
W 2001, na bazie Przywołżańskiego oraz Uralskiego OW sformowano Przywołżańsko-Uralski OW.

## Oficerowie dowództwa okręgu
Dowódcy okręgu
- gen. por. (od 1940) Filipp Jerszakow: 15 lipca 1938 (rozkaz LKO nr 01142) - ?

Członkowie Rady Wojskowej
- komisarz korpuśny (1940) Dmitrij Leonow: 19 lutego 1939 (rozkaz LKO nr 00069) - ?

Szefowie Sztabu
- gen. mjr (1940) Gieorgij Zacharow: 28 kwietnia 1939 (rozkaz LKO nr 01702) - ?